# Всеволод Чермний
Все́волод-Дани́ло Святосл́авич, відомий як Все́волод Че́рмний (також Всеволод Рудий, рік народження невідомий — після 1214) — князь чернігівський, Великий князь Київський (тричі — у 1206, 1207, 1210-1212 роках). Третій син Святослава Всеволодича і Марії, дочки полоцького князя Василька Святославича.

## Життєпис
1179 року Всеволод Святославич одружився з дочкою краківського князя Казимира II Справедливого Марією-Анастасію. 1183 року брав участь у великому переможному поході руських князів на половців на чолі з Святославом Всеволодичем і Рюриком Ростиславичем. 1191 року разом з іншими південноруськими князями невдало ходив до Половецької землі.
1201 року помер Ігор Святославич, і Всеволод Святославич вокняжився в Чернігові. Прагнув заволодіти київським престолом. У серпні 1206 року за сприяння Володимира Ігоровича забрав Київ у Рюрика Ростиславича. Тієї самої осені Рюрик за підтримки своєї рідні вигнав звідти Всеволода Святославича. Тоді Ольговичі (до клану яких належав Всеволод Святославич) зібрали велике військо. Не чекаючи на його прихід, Рюрик вернувся до свого домену Овруча.
У першій половині 1207 року Всеволод Святославич знову вокняжився в Києві, але в серпні на нього пішов князь владимиро-суздальський Всеволод Юрійович. На шляху на південь Всеволод Юрійович зав'язав боротьбу з рязанськими князями. Скориставшись його затримкою, Рюрик Ростиславич у жовтні 1207 року вдерся до Києва. Не зумівши силою витіснити його з Києва, Ольговичі уклали з ним угоду, згідно з якою Київ повертався Всеволоду Святославичу, Рюрик сідав у Чернігові, а київські волості діставались Ростиславичам. Однак, осівши 1210 року в Києві, Всеволод Святославич не виконав умов договору: не дав обіцяних волостей «Ростиславлим внукам» на Київщині, а в 1211—1212 роках став виганяти їх звідти. Ті звернулися по допомогу до свого авторитетного родича — Мстислава Удатного, який княжив у Новгороді Великому. 1214 року Мстислав здобув Київ. Всеволод Святославич утік «за Дніпро», де незабаром помер.

## Сім'я і діти
Дружина (з 1179) — Марія-Анастасія (1164–1194), дочка польського князя Казимира II.

Діти:
- Михайло Всеволодович (вб. 1246) — князь Чернігівський, Новгородський, Київський, Галицький.
- Андрій Всеволодович (пом. 1263) — князь Чернігівський.
- Агафія Всеволодівна (вб. 1238) — з 1211 дружина Юрія Всеволодовича Владимирського.
- Віра-Олена Всеволодівна — після 1208 видана заміж за Михайла Всеволодовича.